# خنرال رودریگز
خنرال رودریگز (به اسپانیایی: General Rodríguez) یک منطقهٔ مسکونی در آرژانتین است که در General Rodríguez Partido واقع شده‌است. خنرال رودریگز ۶۳٬۳۱۷ نفر جمعیت دارد و ۲۸ متر بالاتر از سطح دریا واقع شده‌است.